# Liliyana Natsir
Liliyana Natsir, née le 9 septembre 1985 à Manado (Indonésie), est une joueuse indonésienne de badminton professionnelle spécialiste du double mixte. Elle a remporté la médaille d'argent aux Jeux olympiques d'été de 2008 avec son partenaire Nova Widianto et la médaille d'or aux Jeux olympiques d'été de 2016 avec Tontowi Ahmad. Elle est également quadruple championne du monde de double mixte : avec Nova Widianto en 2005 et 2007 et avec Tontowi Ahmad en 2013 et 2017.

## Biographie

### Jeunesse
Née le 9 septembre 1985 à Manado, Liliyana Natsir commence à jouer au badminton à l'âge de neuf ans avec sa sœur et sa mère. Plus jeune fille de Beno Natsir et Olly Maramis, elle commence dans le club local du PB Pisok Menado. Après avoir remporté de nombreuses compétitions locales, Liliyana abandonne l’école à l'âge de 12 ans pour se consacrer au badminton. Encouragée par ses parents, elle entre au club de badminton Tangkas Alfamart de Jakarta,. Après cinq années d'entraînements, elle rejoint le centre d'entraînement national où elle joue en double avec Eni Erlangga.

### Association avec Nova Widianto (2004-2010)
En 2004, elle s'associe à Nova Widianto dans un double mixte entraîné par Richard Mainaky. Très vite, les deux joueurs deviennent la meilleure paire indonésienne, remportant l’Open de Chine pour leur début en dominant la paire chinoise championne olympique composée de Zhang Jun et Gao Ling. Natsir et Widianto remportent également l'Open de Singapour quelques semaines plus tard. En 2015, ils remportent le double mixte aux championnats du monde.
Numéro 1 mondiaux en 2006, la paire confirme son talent en 2007 en remportant à nouveau le titre de champion du monde en double mixte. Après avoir remporté une médaille d'argent lors des Jeux olympiques d'été de 2008, son partenaire Nova Widianto est écarté par Mainaky avant les Jeux asiatiques de 2010 et est remplacé par le jeune Tontowi Ahmad. 

### Association avec Tontowi Ahmad (2010-2022)

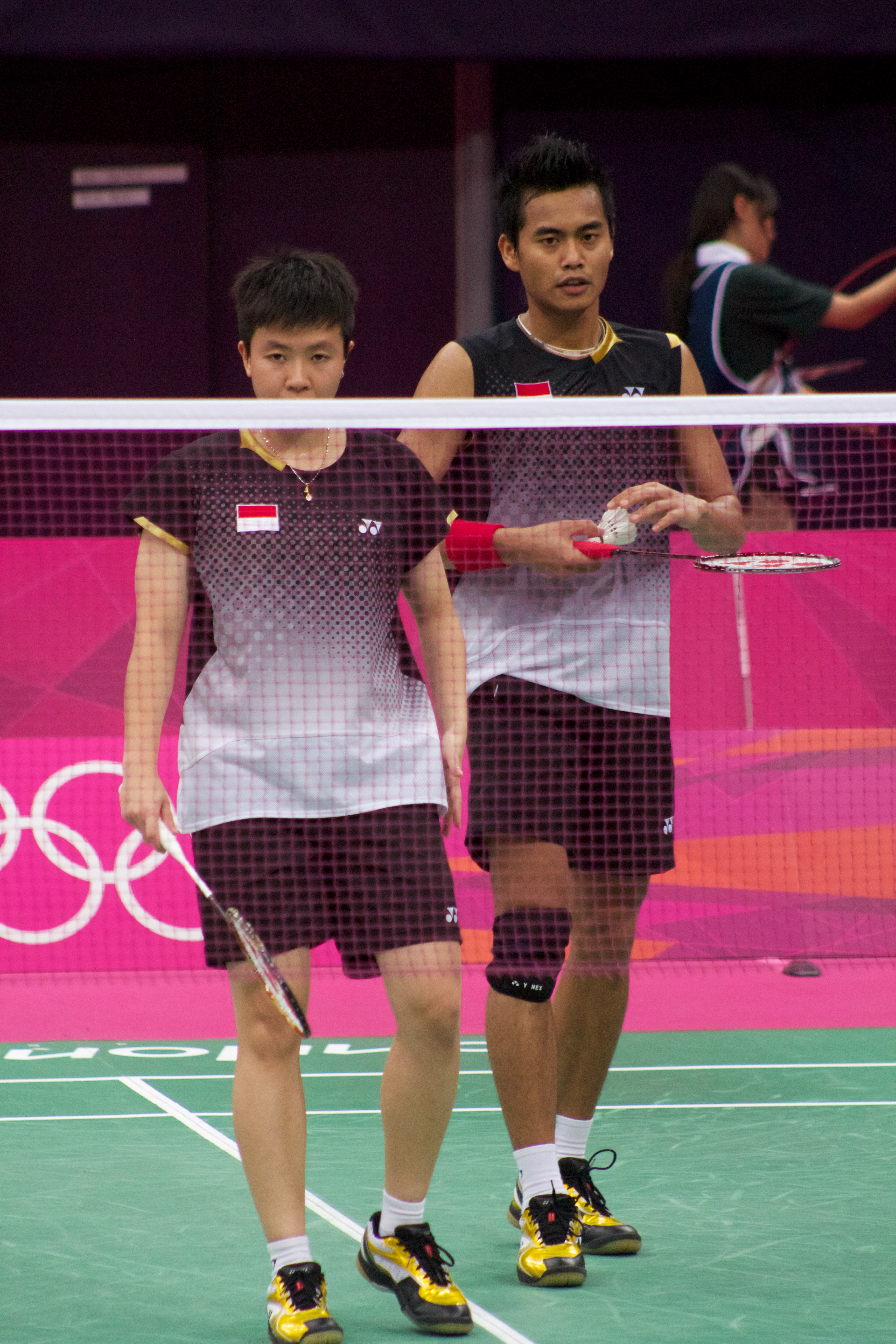
Liliyana Natsir et son partenaire Tontowi Ahmad lors des Jeux olympiques d'été de 2012.

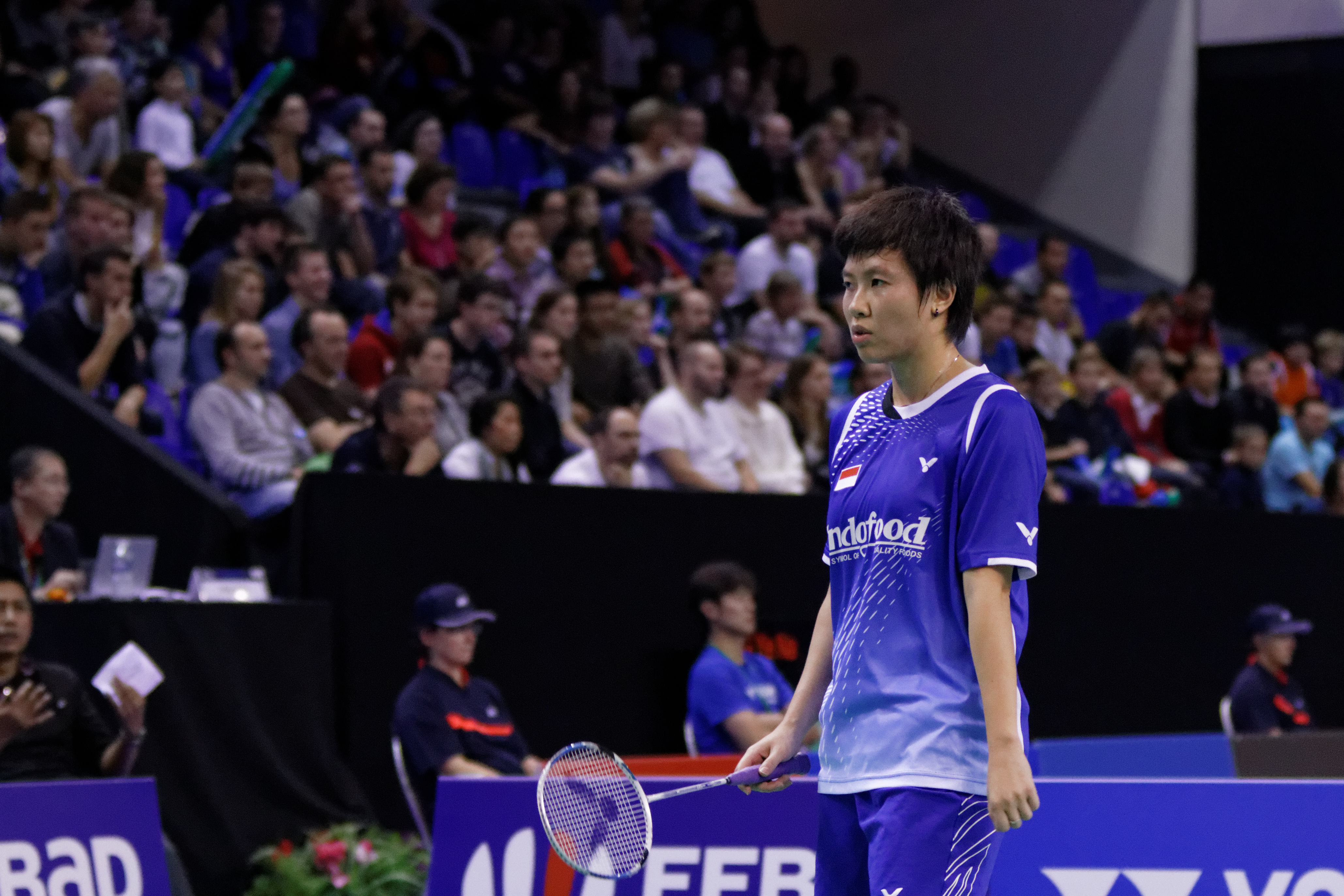
Liliyana Natsir lors des internationaux de France de badminton 2013.

La nouvelle paire indonésienne utilise les Jeux asiatiques de 2010 comme entraînement pour les futurs Jeux olympiques. Lors des Jeux olympiques de Londres, la paire indonésienne échoue aux portes du podium, défaits en demi-finale.
Alors que plusieurs nations s'imposent dans le monde du badminton comme la Pologne et la Chine, Liliyana Natsir demande aux autorités indonésiennes de fournir des pensions à vie aux athlètes de haut niveau qui doivent réfléchir à leur avenir après le sport de haut niveau.

#### Championne olympique (2016)

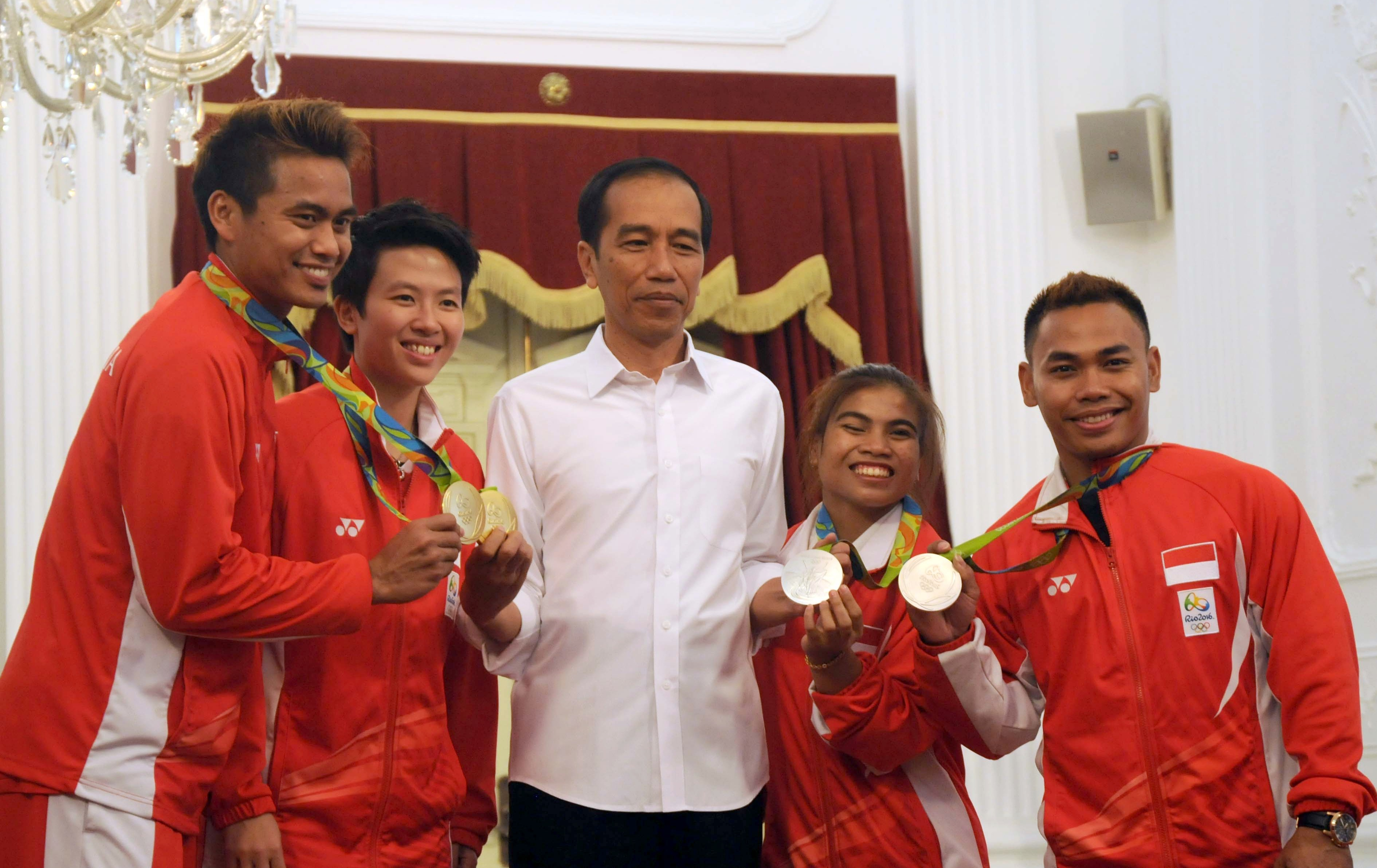
Liliyana Natsir (deuxième en partant de la gauche) est reçu par le président de l’Indonésie Joko Widodo après son titre olympique en 2016.

Lors du tournoi de double mixte des Jeux olympiques de Rio de 2016, Liliyana Natsir domine la compétition avec son partenaire Tontowi Ahmad jusqu'à remporter la médaille d'or sans perdre un set après une ultime victoire 21-14, 21-12 contre les Malaisiens Goh Liu Ying et Chan Peng Soon. Rapide et agile devant le filet, Natsir empêche le développement de jeu adverse et permet à son équipe de se trouver en position d'attaque dans la majorité des échanges. Pour leur titre olympique, les deux joueurs de badminton reçoivent une prime de 5 milliards de roupies indonésiennes.

#### Quatrième titre de championne du monde et fin de carrière (2017-2022)
Alors que de nombreux observateurs s'attendent à la voir prendre sa retraite sportive après son titre olympique, Liliyana Natsir poursuit sa carrière et remporte le titre de championne du monde de double mixte en 2017. Son dernier objectif est de remporte les Jeux asiatiques, seul titre qui manque à son palmarès, mais après un dernier échec lors des Jeux asiatiques de 2018, l'Indonésienne met un terme à sa carrière.
En 2019, après avoir pris sa retraite sportive, Liliyana Natsir devient fonctionnaire par décret, l’une des 286 athlètes exceptionnels qui se voient offrir ce privilège, et est répertoriée comme gestionnaires d'installations sportives au ministère de la Jeunesse et des Sports.
En 2022, elle est intronisée au Temple de la renommée du badminton (en).